# Fujiwara no Yorinume
Fujiwara no Yorinume (藤原 頼宗, [[[993]] - 1065] Erro: {{japonês}}: texto da transliteração contém caractere não latino (pos 18) (ajuda), também conhecido como Horikawa Udaijin), foi um estadista, membro da corte e político durante o período Heian da história do Japão. 

## Vida
Yorinume foi o segundo filho de Fujiwara no Michinaga e foi o fundador do Ramo Nakamikado dos Hokke Fujiwara.

## Carreira
Yorinume serviu durante os reinados dos Imperadores: Ichijo (1004 a 1011); Sanjo (1011 a 1016); Go-Ichijo (1016 a 1036); Go-Suzaku (1036 a 1045); Go-Reizei (1045 a 1065).
Yorinume ingressou na Corte em 1004 durante o governo do Imperador Ichijo, passando a servir no Kurōdodokoro. Em  1013 foi nomeado Bicchu Gonmori (governador da Província de Bitchū).
Em 1016, já no reinado do Imperador Sanjo, Yorinume  foi nomeado Chūnagon . Em 1021, durante o reinado do Imperador Go-Suzaku, foi promovido a Dainagon. Nesta época é nomeado concomitantemente Tōgūbō (春宮坊, tutor do príncipe herdeiro) e Ukone no daisho (うこんえのだいしょう, Comandante da ala direita da guarda do palácio) . Em 1047 já no governo do Imperador Go-Reizei é nomeado Naidaijin e em 1060 promovido a Udaijin .
Em janeiro de 1065 Yorinume  adoece e se aposenta de seus cargos tornando-se um monge budista até que em 3 de fevereiro deste mesmo ano vem a falecer aos 72 anos de idade.

| Precedido por Ninguém               | -- 1º Líder dos Nakamikado Fujiwara 1040-1065 | Sucedido por Fujiwara no Toshiie  |
| Precedido por Fujiwara no Norimichi | 61º Udaijin 1060-1065                         | Sucedido por Fujiwara no Morozane |
| Precedido por Fujiwara no Norimichi | 13º Naidaijin 1047-1060                       | Sucedido por Fujiwara no Morozane |